# Speed Metal Sentence
Speed Metal Sentence è il terzo album del gruppo speed metal Cranium.

## Il disco
Speed Metal Sentence è un album veloce e devastante e come i suoi predecessori mantiene la parola speed metal nel titolo.
Anche in quest'album non mancano motoseghe, violenza, ritmiche velocissime e assoli taglienti. È l'ultimo album della band che si scioglierà due anni dopo in seguito al suicidio del batterista Johan Hallberg.
Nella title track vengono menzionati Michael Kiske e le Spice Girls nella frase
"Speed metal against your disco
Replace Spice Girls with Michael Kiske!"

## Tracce
1. Speed Metal Sentence
2. Nymphomaniac Nuns
3. Full Moon Fistbanger
4. Satanic Sect
5. Pestilential Penis
6. Samurai Satan
7. Taxi Terror
8. Cranium : Crusher Of Christ

## Formazione
- Chainsaw Demon (Frederik Söderberg) - chitarra e voce
- Grave Reaper (Phil von Segebaden) - basso e voce
- Necro Nudist (Johan Hallberg) - batteria